# Karbenijum jon
Karbenijum jon je karbokatjon trivalentnog klasičnog tipa . On je jedan od dva tipa karbokatjona. Drugi je karbonijum jon. U starijoj literaturi karbokatjon tipa  se naziva karbonijum jon. Današnje definicije, koje je predložio hemičar Džordž Andru Olah 1972, su široko prihvaćene.